# Station Jelenia Góra Sobieszów
Station Jelenia Góra Sobieszów is een spoorwegstation in de Poolse plaats Sobieszów.